# Carla Assunção Calasans
Carla Assunção Calasans (São Paulo, 16 de novembro de 1995) é uma atleta da modalidade do Jogo de Damas na variante brasileira e na Damas Internacional. Conquistou o título de campeã do 22º Pan-Americano, categoria feminina, organizado pela Pan American Draughts & Checkers Confederation (PAMDCC), em San José, capital da Costa Rica, em 2024.

## Biografia
A atleta começou a praticar a modalidade, ainda quando criança, com o pai. Sua irmã gêmea Carina Assunção Calasans também é atleta da modalidade. Participou das competições dos Jogos Regionais e dos Jogos Abertos Horácio Baby Barioni do Interior de São Paulo, nos quais conquistou 8 e 4 títulos respectivamente.
Em 2024, participou de sua primeira competição internacional no 22º Pan-americano, realizado em San José. O evento foi organizado pela PAMDCC e contou com o apoio da Fédération Mondiale du Jeu de Dames (FMJD).
Teve outra participação internacional no 1º Open Havana, organizado pelo "Instituto Nacional de Deportes Educación Física y Recreación (INDER) e pela Federación Cubana de Juego de Damas (FCJD)", com o apoio da PAMDCC e da FMJD. Carla Calasans foi a única atleta a participar desse evento.